# Castelo de Alba (Somiedo)
O Castelo de Alba localiza-se no lugar de Pola de Somiedo, no município de Somiedo, na província e comunidade autónoma das Astúrias, na Espanha.

## História
Acredita-se que este castelo, na serra de Perlunes, remonte ao século XIII.
Actualmente em ruínas, subsistindo apenas alguns troços das antigas muralhas, uma torre e o fosso.